# Vladimir Geshkenbein
Vladimir Geshkenbein (russisch Владимир Гешкенбейн; * 6. September 1988) ist ein russisch-schweizerischer Pokerspieler. Er gewann 2011 das Main Event der European Poker Tour und 2016 das Main Event der Asia Pacific Poker Tour.

## Persönliches
Geshkenbein studiert Wirtschaftswissenschaften. Er lebt in Zürich.

## Pokerkarriere
Geshkenbein spielt auf der Onlinepoker-Plattform PokerStars unter dem Nickname Beyn.
Seine erste Geldplatzierung bei einem Live-Turnier erzielte Geshkenbein Ende August 2009 bei der Asia Pacific Poker Tour (APPT) in Macau. Er setzte sich beim High-Roller-Event gegen 63 andere Spieler durch und erhielt eine Siegprämie von umgerechnet knapp 270'000 US-Dollar. Im Oktober 2009 gewann er den PKR Heads Up Grand Slam in London mit einem Hauptpreis von 120'000 US-Dollar. Im Juni 2010 war Geshkenbein erstmals bei der World Series of Poker (WSOP) im Rio All-Suite Hotel and Casino am Las Vegas Strip erfolgreich und kam bei zwei Turnieren der Variante No Limit Hold’em in die Geldränge. Ende März 2011 gewann er das Main Event der European Poker Tour (EPT) in Saalbach-Hinterglemm mit einer Siegprämie von 390'000 Euro. Während der WSOP 2013 gab Geshkenbein bekannt, dass er pleite sei und seine professionelle Pokerkarriere beenden werde. Mit geliehenem Geld spielte er das Main Event und schied dort am sechsten Turniertag auf dem mit mehr als 120'000 US-Dollar dotierten 62. Platz aus. Ende August 2016 wurde Geshkenbein beim Estrellas High Roller der EPT in Barcelona Vierter und erhielt knapp 150'000 Euro. Im November 2016 gewann er das Main Event der APPT in Macau und sicherte sich eine Siegprämie von umgerechnet knapp 730'000 US-Dollar. Seitdem blieben größere Turniererfolge aus.
Insgesamt hat sich Geshkenbein mit Poker bei Live-Turnieren mehr als 2,5 Millionen US-Dollar erspielt. Er spielte mehrfach bei der deutschen Pokershow German High Roller, die auf Sport1 ausgestrahlt wird. Mittlerweile betreibt er ein Sushi-Restaurant in der Schweiz.